# Ladykirk
Ladykirk ist eine Ortschaft im Südosten der schottischen Council Area Scottish Borders beziehungsweise in der traditionellen Grafschaft Berwickshire. Sie liegt rund zwölf Kilometer südwestlich des englischen Berwick-upon-Tweed und elf Kilometer südöstlich von Duns nahe der schottisch-englischen Grenze. Am rechten Ufer des Tweed, welcher die Grenze markiert, liegt das englische Norham.

## Geschichte
Während der Kriege zwischen England und Schottland war Ladykirk für militärische Verbände ein beliebter Ort zur Querung des Tweed. Zu dieser Zeit hieß die Ortschaft Upsettlington. Einer Legende zufolge wurde die örtliche St Mary’s Church auf Geheiß des schottischen Königs Jakob IV. erbaut. Auf dem Rückweg eines erfolgreichen Feldzugs gegen England im Jahre 1497 soll der König auf der nahegelegenen Norham Bridge vom Pferd gefallen und beinahe ertrunken sein. Aus Dank ließ er die Kirche erbauen. Die Ortschaft wurde daraufhin in Ladykirk umbenannt. Es wird jedoch angenommen, dass sich am Standort ein Vorgängerbauwerk befand.
Um 1738 erwarb die Familie Robertson ein Anwesen in Ladykirk. Am Standort befand sich vermutlich zu dieser Zeit ein Wehrbau. Roger Robertson, der Sohn des Laird, ließ dort 1753 Gärten anlegen. 1797 wurde unter William Robertson das Herrenhaus Ladykirk House erbaut. Das Gebäude wurde in den 1960er Jahren abgebrochen.

## Verkehr
Die B6460 bildet die Hauptverkehrsstraße Ladykirks. Sie quert dort auf der 1887 fertiggestellten Ladykirk and Norham Bridge den Tweed. Im Westen bindet sie die Ortschaft an die A6112 (Grantshouse–Coldstream) an. Auf englischer Seite ist die aus dem schottischen Hawick kommende A698 innerhalb weniger Kilometer erreichbar.